# Luigi Mangione
Luigi Nicholas Mangione (* 6. Mai 1998 in Towson, Maryland) ist ein US-amerikanischer Data Engineer und Hauptverdächtiger im Fall der Tötung von Brian Thompson, einem US-amerikanischen Multimillionär und damaligen CEO des umsatzstärksten, börsennotierten privaten Krankenversicherungsunternehmen UnitedHealthcare.
Thompson wurde am 4. Dezember 2024 in New York City erschossen. Darauf folgte eine landesweite Fahndung nach der auf Überwachungskameras gesehenen Verdachtsperson. Fünf Tage nach dem Vorfall wurde Luigi Mangione, der als mit der Person in den Aufnahmen als identisch beschrieben wird, in Altoona, Pennsylvania bei einer Mahlzeit in einem McDonald’s-Schnellrestaurant von der örtlichen Polizei festgenommen. Bei der Festnahme hatte Mangione laut Verantwortlichen eine 3D-gedruckte Pistole und einen 3D-gedruckten Schalldämpfer sowie einen Brief, der das Gesundheitssystem der Vereinigten Staaten als ausbeuterisch kritisiert, einen US-Reisepass und mehrere gefälschte Ausweisdokumente. Nach der Festnahme wurde Mangione des Mordes ersten Grades, des terroristischen Mordes, des illegalen Waffenbesitzes und des Stalkings beschuldigt.
Die seit Donald Trumps Präsidentschaft zuständige United States Attorney General Pam Bondi hat die entsprechende Staatsanwaltschaft angeleitet, die Todesstrafe als Strafmaß anzustreben.
Mangione wird als der „polarisierendste Mordverdächtige der Gegenwart“ bezeichnet. Seit seiner Festnahme gilt er aufgrund der kontroversen und profitgetriebenen Vorgehensweise des Opfers Thompson in einigen liberalen und linken Kreisen, unter anderem online, als moderner Volksheld und es sind ihm viele der unter dem amerikanischen Gesundheitswesen Leidenden dankbar, obwohl Mangiones Beteiligung an der Tat aktuell unbewiesen ist. Der Fall Thompson sorgt für öffentliche Aufrufe nach einer Reform des Gesundheitssystems, das vielen Versicherungsnehmern aktuell die Unterstützung verweigert, auch in lebenskritischen Fällen.

## Familie und Leben
Luigi Nicholas Mangione wurde am 6. Mai 1998 in Towson im US-Bundesstaat Maryland geboren. Seine Eltern Kathleen und Lous Mangione sind Italoamerikaner aus Baltimore. Sein Großvater väterlicherseits, Nicholas Mangione, war ein erfolgreicher Geschäftsmann in Baltimore und hatte insgesamt fünf Söhne, fünf Töchter und 37 Enkelkinder. Eines seiner Kinder ist Nino Mangione, Mitglied des Maryland House of Delegates. Nach Nicholas Mangiones Tod wurde sein Geschäft von seinen Nachkommen weitergeführt und erweitert. Luigi Mangione hat zwei ältere Schwestern.
Mangione ging an eine Sekundarschule für Jungen in Baltimore, die er 2016 mit guten Noten verließ. 2020 hat er seinen Master of Computer Science cum laude an der University of Pennsylvania erreicht. Sein Curriculum war auf das Thema Künstliche Intelligenz ausgerichtet. Während seines Bachelors hat er zwischen Mai 2016 und August 2017 ein Praktikum im User Interface Programming bei Firaxis Games gemacht, und war an der Arbeit des Computerspiels Civilization VI beteiligt. Nach seinem Abschluss hat er bis 2023 für die Firma TrueCar als Data Engineer im Homeoffice gearbeitet.
2022 lebte Mangione zwischenzeitig in einer Wohngemeinschaft in Honolulu in Hawaii. Laut eigener Aussagen leidet Mangione an Spondylolisthesis und Lyme-Borreliose. Während seiner Zeit in Hawaii hatten sich wohl seine Rückenschmerzen in Folge eines Surfunfalls erheblich verschlimmert und er musste an der Wirbelsäule operiert werden Obwohl er nicht bei UnitedHealthcare versichert war, haben diese Erfahrungen mit dem amerikanischen Gesundheitssystem insgesamt wohl seine Ansichten beeinflusst.

## Der Mordfall Brian Thompson
Siehe auch: Brian Thompson

### Mögliche Tathintergründe und Verbindungen zur Versicherungsbranche
Brian Thompson, der CEO von UnitedHealthcare, wurde am 4. Dezember 2024 in Midtown Manhattan am frühen Morgen beim Eingang des New York Hilton Midtown Hotel erschossen. Die Schüsse trafen ihn ins Bein und in den Rücken, als er auf dem Weg zum jährlichen Investorenmeeting der UnitedHealth Group war. Der Verdächtige, der als Maske tragender Weißer beschrieben wurde, flüchtete daraufhin vom Tatort.
Der maskierte Schütze kam Ermittlern zufolge mit einem Bus aus Atlanta nach New York. Die Worte „Delay“, Deny" und „Depose“ (auf Deutsch etwa Verzögern, Ablehnen und Loswerden) waren auf den hinterlassenen Patronenhülsen und Magazin geschrieben. Diese drei Worte erinnern an ein bekanntes Mantra der amerikanischen Gesundheitsversicherungsbranche, „Delay, Deny, Defend“ (auf Deutsch wiederum etwa Verzögern, Ablehnen, (Straf-)Verteidigung) – Grundsätze, die die großen Firmen anwenden, um unter allen Umständen die Versicherungsansprüche der Versicherungsnehmer zu verzögern, abzulehnen und diese zur Not vor Gericht ziehen zu lassen. Als oft börsennotierte Unternehmen sollte dieser Grundsätze zufolge also Profitmaximierung über Verbraucherschutz gestellt werden.

### Verhaftung und Beweismittel
Kurz nach der Tat wurde die verdächtigte Person erneut an einer Bushaltestelle gesichtet. Am 9. Dezember wurde daraufhin die Polizei von Altoona in Pennsylvania zu einem McDonald's-Restaurant gerufen. Der Anruf wurde von einem Angestellten dort abgesetzt, der Ähnlichkeiten zwischen dem Restaurantgast Mangione und den veröffentlichen Bildern des Tatverdächtigen erkannt hatte. Bei der Durchsuchung von Mangione fand die Polizei eine 3D-gedruckte Schusswaffe mitsamt Schalldämpfer, die der Tatwaffe zumindest ähnlich erscheint. Laut Polizeibericht könnten die am Tatort gefundenen Patronenhülsen zur Waffe passen. Außerdem wurde ein gefälschter Führerschein aus New Jersey auf den Namen „Mark Rosario“ in Mangiones Besitz gefunden. Derselbe Name wurde einen Monat vorher bei einem Check-In in ein Hostel in Manhattan verwendet.
Der Polizei zufolge hatte Mangione auch ein als „Manifest“ beschriebenes, handschriftliches Dokument bei sich, das Ansichten über das US-amerikanische Gesundheitssystem enthält. Mangione hatte bisher keinerlei Straffälligkeiten.

### Anschuldigungen und Todesstrafe
Direkt am 9. Dezember wurde Mangione in Pennsylvania der unrechtmäßigen Waffenführung, der Dokumentenfälschung, Identitätsfälschung und Waffendelikten beschuldigt. Daraufhin wurde er von Beamten des New York City Police Department verhört und die Möglichkeit der Freilassung auf Kaution wurde ihm versagt. Auf dem Weg zum Gerichtsgebäude rief Mangione den versammelten Reportern zu, dass die Berichterstattung in diesem Fall „komplett fehlgeleitet“ sei und die Intelligenz der Menschen Amerikas sowie ihre Lebenserfahrung beleidige. Später am selben Tag wurde Mangione wiederum in Manhattan des Mordes zweiten Grades, des dreifachen illegalen Waffenbesitzes, sowie der Dokumentenfälschung beschuldigt und daraufhin in das Gefängnis State Correctional Institution at Huntingdon in Huntingdon in Pennsylvania gebracht.
Am 19. Dezember wurde Mangione nach New York City ausgeliefert und offiziell mit vier Verbrechen in Bundeszuständigkeit beschuldigt. Am 23. Dezember erschien er im New York Supreme Court und plädierte auf „nicht schuldig“. Bis zur Gerichtsverhandlung wird er im Metropolitan Detention Center in Brooklyn unter der Registrierungsnummer 52503-511 festgehalten.

#### Forcierung der Todesstrafe
Eine Verurteilung des Mordes unter Nutzung einer Schusswaffe (dritte Anschuldigung in Bundeszuständigkeit) ermöglicht als Strafmaß die Todesstrafe. Mit Beginn seiner zweiten Präsidentschaft führte US-Präsident Donald Trump am 20. Januar 2025 die Executive Order 14164  ein, die die Todesstrafe erzwingt, wenn die Möglichkeit besteht. Attorney General Pam Bondi kündigte deshalb am 1. April 2025 an, dass die Staatsanwaltschaft auf Bundesebene die Hinrichtung von Mangione anstrebe. Die Anschuldigungen der Bundesstaaten New York und Pennsylvania ermöglichen als Strafmaß maximal eine lebenslange Freiheitsstrafe.

### Verteidigung und Unterstützung aus der Bevölkerung
Laut Thomas Dickey, einem von Mangiones Strafverteidigern, wird Mangione im Bezug auf jegliche Anschuldigungen auf „nicht schuldig“ plädieren. Mangione hat außerdem Karen Friedman Agnifilo, eine ehemalige Staatsanwältin in Manhattan und Rechtsanalystin für CNN, als Strafverteidigerin gewinnen können. Am 13. Dezember wurde eine von Unterstützern Mangiones gestartete Crowdfunding-Kampagne für die Finanzierung der Strafverteidigung von der Plattform GoFundMe aufgrund der Verletzung der Nutzungsbedingung entfernt – die Verteidigung von Gewaltverbrechen Verdächtigter ist nicht erlaubt. Auf der Konkurrenzseite GiveSendGo hingegen ist eine Unterstützerkampagne Stand April 2025 noch online und konnte 830.000 US-Dollar organisieren. Laut Unterstützeraussagen wurde der Fall zu sehr „politisiert“ und begründen ihre Unterstützung mit Sorge wegen der möglichen Todesstrafe, der möglicherweise nicht gerechten Prozessführung, sowie eigenen Frustrationen mit dem korrupten Gesundheitssystem der Vereinigten Staaten.
Agnifilo sagte im Interview mit Newsweek, dass Mangione sich der „Spendensammlung der Unterstützer und Bewunderer bewusst und dankbar für die Solidaritätsbekenntnisse ist“ und mit diesem Geld die „ungerechtfertigten Anschuldigungen aller drei Fälle bekämpfen wird.“ Am 14. Februar 2025 veröffentlichte Mangiones New Yorker Verteidigerteam eine Website, um die Unterstützerschaft mit Updates im Bezug auf die Strafverfolgung auf dem neusten Stand zu halten – wegen der „riesigen Anzahl an Anfragen und der großen Unterstützung“.

## Ansichten

### Handgeschriebenes Dokument
Bei der Festnahme hatte Mangione ein handschriftliches Dokument bei sich, dass von Medienvertretern als „Manifest“ charakterisiert wurde. Der Journalist Ken Klippenstein hat ein von der Polizei als echt verifiziertes Transkript des Textes veröffentlicht:

“To the Feds, I'll keep this short, because I do respect what you do for our country. To save you a lengthy investigation, I state plainly that I wasn't working with anyone. This was fairly trivial: some elementary social engineering, basic CAD, a lot of patience. The spiral notebook, if present, has some straggling notes and To Do lists that illuminate the gist of it. My tech is pretty locked down because I work in engineering so probably not much info there. I do apologize for any strife of traumas but it had to be done. Frankly, these parasites simply had it coming. A reminder: the US has the #1 most expensive healthcare system in the world, yet we rank roughly #42 in life expectancy. United is the [indecipherable] largest company in the US by market cap, behind only Apple, Google, Walmart. It has grown and grown, but as [sic] our life expectancy? No the reality is, these [indecipherable] have simply gotten too powerful, and they continue to abuse our country for immense profit because the American public has allwed [sic] them to get away with it. Obviously the problem is more complex, but I do not have space, and frankly I do not pretend to be the most qualified person to lay out the full argument. But many have illuminated the corruption and greed (e.g.: Rosenthal, Moore), decades ago and the problems simply remain. It is not an issue of awareness at this point, but clearly power games at play. Evidently I am the first to face it with such brutal honesty.”

„An die Bundespolizei – Ich werde mich kurz halten, da ich Respekt vor eurer Arbeit für unser Land habe. Um Ihnen die Ermittlungen zu erleichtern, halte ich fest, dass ich allein gehandelt habe. Der Grund dafür ist trivial: ein bisschen grundlegendes Social Engineering, einfaches CAD und viel Geduld. Der Notizblock, falls vorhanden, enthält einige meiner Notizen und To-Do-Listen und sollte einiges klarstellen. Meine Geräte sind nicht leicht zugänglich, weil ich Software Engineer bin, also helfen die wahrscheinlich nicht. Ich entschuldige mich für jedwede Traumata, die ich verursacht haben könnte, aber die Tat war notwendig. Um ehrlich zu sein, haben es diese Parasiten nicht anders verdient. Zur Erinnerung: Die USA stehen auf Platz 1 der teuersten Gesundheitssysteme weltweit, und trotzdem sind wir bei der Lebenserwartung bloß auf Platz 42. United [Healthcare] ist die nach dem Börsenwert [unlesbar]-größte Firma der USA, größer sind nur Apple, Google, Walmart. Sie ist immer weiter gewachsen, aber unsere Lebenserwartung? Nein, die Wahrheit ist, dass diese [unlesbar] einfach viel zu mächtig geworden sind, und sie immer weiter unser Land ausnutzen, weil es die Amerikanische Öffentlichkeit es ihnen ohne Konsequenzes so erlaubt. Selbstverständlich ist das Problem noch komplexer, aber ich habe nicht den Platz und bilde mir ehrlich auch nicht ein die qualifizierteste Person zu sein, um es vollständig darzustellen. Aber es haben bereits viele die Korruption und die Gier enthüllt (z.B. Rosenthal, Moore), bereits vor Jahrzehnten, und die Probleme grassieren weiter. Es ist keine Angelegenheit fehlenden Bewusstseins mehr, sondern einfach ein Spiel der Macht, das von denen gespielt wird. Anscheinend bin ich der Erste, der sich das mit brutaler Ehrlichkeit eingesteht.“

### Analyse von Mangiones Onlineprofilen
Nach seiner Verhaftung wurden Mangiones Profile in den sozialen Medien von News-Seiten im Bezug auf persönliche Ansichten zu gesellschaftlichen, sozialen und religiösen Themen ausgewertet. Seine Posts zeigten Sorge über die Folgen von Pornographie, Diversitätsprogramme, Demografie, Wokeness, Säkularisierung und dem Rückgang des Christentums, und er unterstütze traditionalistische Ansichten. Speziell im religiösen Kontext lehne er Kreationismus, aber auch den Neuen Atheismus ab, und sei interessiert am traditionellen Japanischen Shintō. Mangione sei außerdem skeptisch gegenüber den beiden US-Präsidenten Joe Biden und Donald Trump. Politiker, denen er online folge, seien unter anderem die Demokratin und Repräsentantenhausabgeordnete Alexandria Ocasio-Cortez und der bis 2024 als unabhängiger Präsidentschaftskandidat auftretende Robert F. Kennedy Jr. – in der Folge nannten ihn die Medienvertreter „politisch unkategorisiert und systemkritisch“. Laut Business Insider sei Mangione „in seinem Weltbild von reaktionären rechten Denkern“ beeinflusst. Time, The Spectator und Jacobin hingegen attestieren ihm Unabhängigkeit vom althergebrachten Links-Rechts-Spektrum.
Auf der Buchreviewplattform Goodreads hatte Mangione eine Rezension des Werkes „Industrial Society and Its Future“ des US-Terroristen Ted Kaczynski (Der „Unabomber“) veröffentlicht, Kaczynski als „gerechtfertigt eingesperrt“ bezeichnet and seine Gewalt gegen Unbeteiligte und Unschuldige stark kritisiert. Im Review heißt es wörtlich: „Clearly written by a mathematics prodigy. Reads like a series of lemmas on the question of 21st century quality of life.“ (auf Deutsch etwa „Eindeutig von einem Mathematikgenie verfasst. Liest sich wie eine Anreihung von Problemen im Bezug auf die Lebensqualität im 21. Jahrhundert“) und „It's easy to quickly and thoughtless write this off as the manifesto of a lunatic, in order to avoid facing some of the uncomfortable problems it identifies […] but it's simply impossible to ignore how prescient many of his predictions about modern society turned out.“ („Es ist zu einfach und kopflos, dieses Werk als Manifest eines Verrückten abzutun, nur um nicht auf die unangenehmen Probleme eingehen zu müssen, die der Text korrekt identifiziert […] es ist allerdings unmöglich zu ignorieren, wie viele seiner Voraussagen über die moderne Gesellschaft sich als korrekt herausgestellt haben.“) Das Manifest hatte von Mangione vier von fünf Sternen erhalten mit dem Statement „Die Aussage 'Gewalt ist keine Lösung' ist die Antwort von Feiglingen und Systemtätern […] Wenn alle anderen möglichen Wege fehlschlagen, bleibt Gewalt als Überlebensnotwendigkeit übrig.“
Dem Journalist Robert Evans zufolge hat sich Mangione grob mit der Online-Subkultur „Gray Tribe“ bzw. dem „Rationalist Movement“ identifiziert. Deren Mitglieder seien selbstbewusst und offen und beschäftigten sich mit Wegen, eigene Voreingenommenheiten auszuschalten. Sie führten eine strenge „Informationsdiät“, ähnlich einiger verschiedener esotherischer Bewegungen, und seien oft „systemische Denker“, die sich Gedanken  um das große Ganze im Bezug auf soziale Probleme machen und versuchen, komplexe Zusammenhänge zwischen systemischen Anreizen und gesellschaftlichen Institutionen zu verstehen."

## Popularität
Nach seiner Verhaftung wurde Mangione viel Unterstützung und Zuspruch entgegengebracht und er wird teilweise als Volksheld und moderner Robin Hood gefeiert. Dem „Network Contagion Research Institute“ zufolge wurde der Hashtag #FreeLuigi über 50.000-Mal auf Twitter (auch bekannt als „X“) geteilt. Während eines Live-Interviews mit NewsNation haben die Mithäftlinge Mangiones im SCI Huntingdon in Pennsylvania wiederholt „Free Luigi“ aus ihren Zellen gerufen. Außerhalb der Gerichtsgebäude versammelten sich jeweils zu den Verhandlungszeiten Gruppen von Unterstützern.
Weltweit wurde Streetart, Graffiti und andere Zeichen zur Unterstützung an Gebäuden, Straßen, Autobahnen und anderen Orten gesichtet. Eine riesige Werbetafel mit dem Schriftzug „Free Luigi“ wurde im Riverside County in Kalifornien aufgestellt. In Seattle ist eine Wandmalerei aufgetaucht, die Mangione als Luigi aus Nintendos Super-Mario-Franchise darstellt.

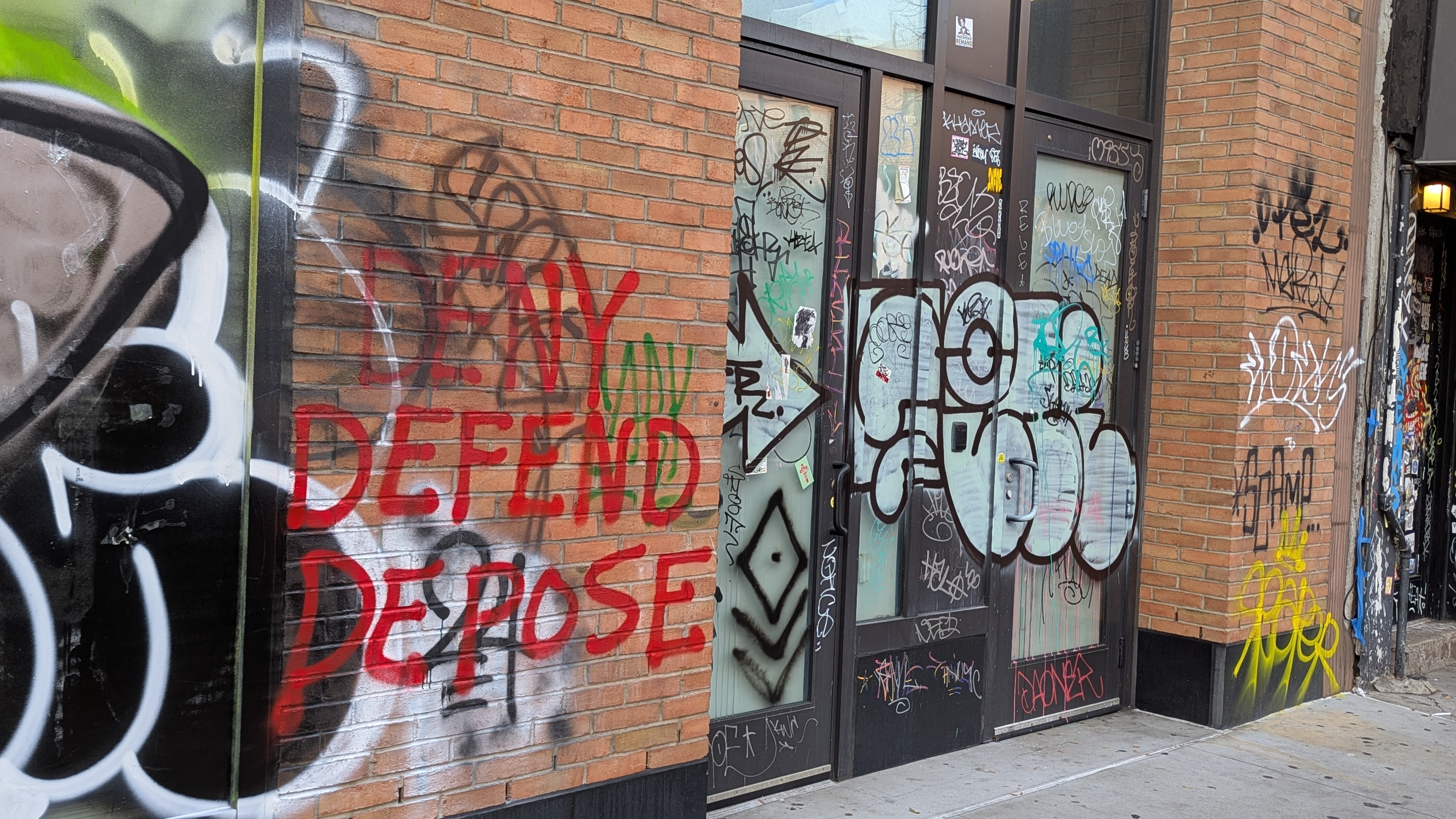
„Deny Defend Depose“-Graffiti in New York City
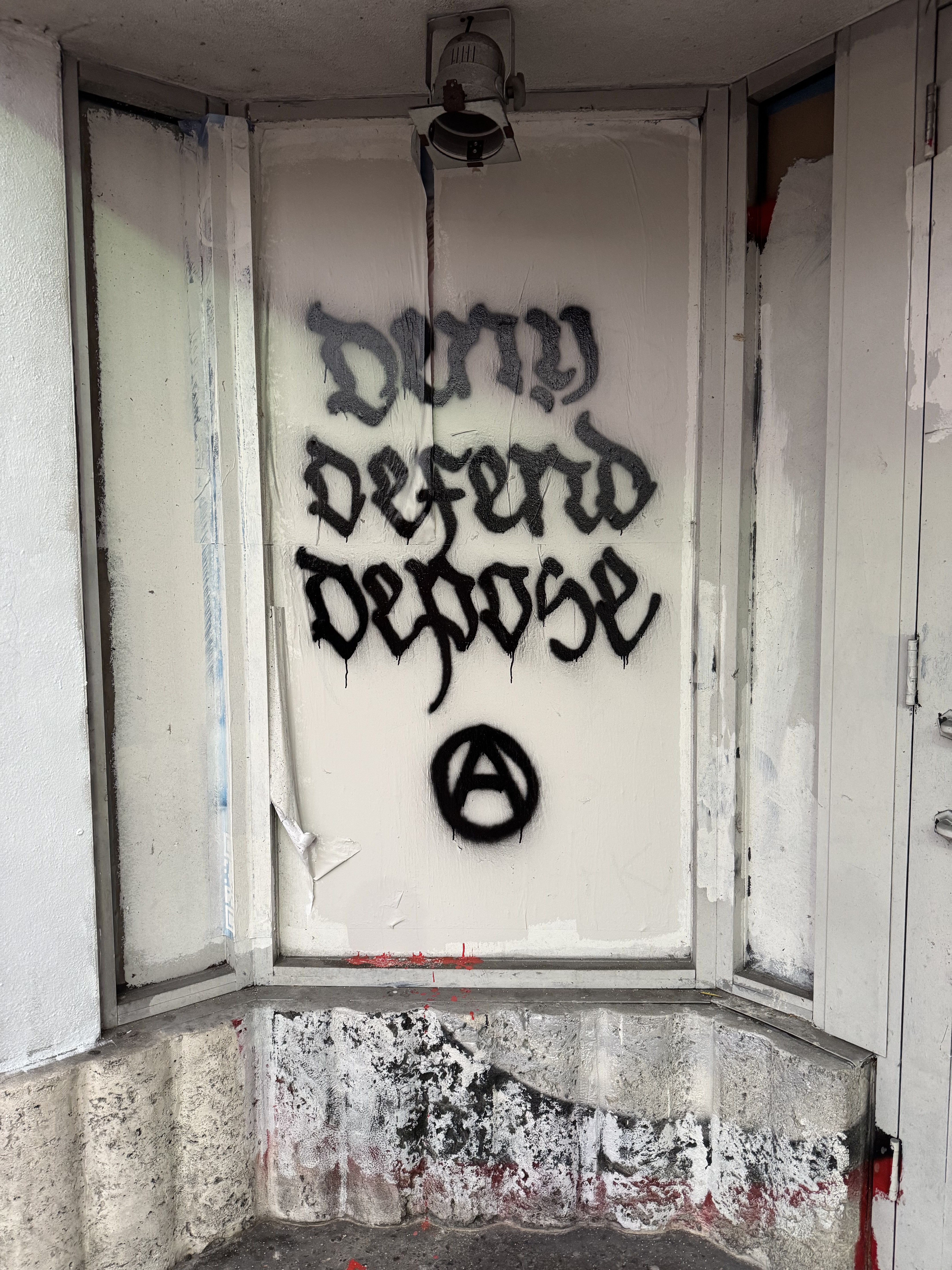
„Deny Defend Depose“-Graffiti in Miami Beach, Florida
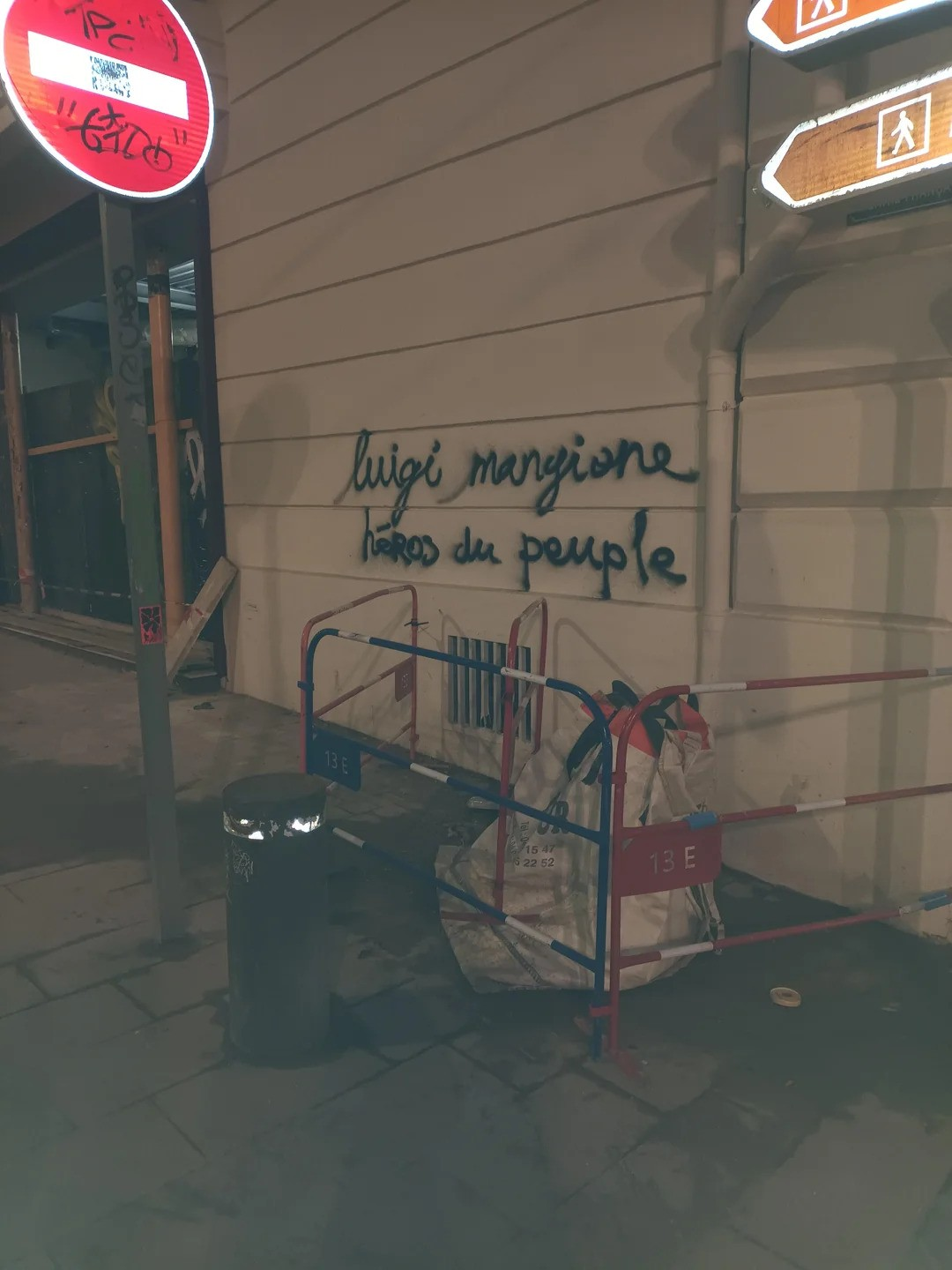
„Luigi Mangione hero of the people“-Graffiti in Marseille, Frankreich

Viele Bilder und Memes, die Mangione als katholischen Heiligen und Heilsbringer darstellen, zirkulieren seit seiner Verhaftung online. Auf Plattformen wie Etsy, Amazon und anderen E-Commerce-Seiten sind viele Merchandise-Artikel aufgetaucht, die Bewunderung für oder Solidarität mit Mangione ausdrücken – einige davon wurden entfernt. UnitedHealth hat angeblich bei einigen Merchandise-Artikeln Urheberrechtsbeschwerden eingelegt. Verschiedene User in den sozialen Medien nehmen Spenden für Mangiones Gefängnis-Guthaben entgegen, damit er sich laut Angaben „Snacks, Getränke, ein iPad, etc.“ im Gefängnis kaufen kann. The Independent berichtet, dass Mangione über 100 Poststücke während seines Gewahrsams in Pennisylvania empfangen hat.
Mangiones Unterstützung fußt wohl im allgemeinen ablehnenden Bild von der Krankenversicherungsindustrie in den Augen der normalen Bürger und der Ansicht, dass ungerechtfertigt abgelehnte Anträge auf gesundheitliche Unterstützung für vermeidbares Leid und Tod unter der Bevölkerung sorgt. Der Kriminalfall um den Tod von Brian Thompson hat die Diskussion um eine Reform des Gesundheitssystems der USA erneut entflammen lassen und die Wut gegenüber Thompson, UnitedHealth und ähnlichen Firmen und verantwortlichen CEOs gemehrt, und die Tötung der kontroversen Person Thompson hat bei Betroffenen für Freude gesorgt. Eine Umfrage der University of Chicago im Dezember 2024 hat ergeben, dass ein Großteil der amerikanischen Erwachsenen finden, dass die Praxis der Ablehnung von gesundheitlich wichtigen Maßnahmen durch Versicherungsfirmen die Schuld am Mord Thompsons trägt. Am 14. Februar 2025 hat sich Mangione während seiner ersten öffentlichen Stellungnahme bei der Öffentlichkeit für die Unterstützung bedankt und positiv festgestellt, dass der Kreis der Unterstützer „politische, rassische und Klassen-Unterschiede“ überschreite.

### „Perp walk“
Nach seiner Überführung von Pennsylvania nach New York am 19. Dezember wurde in einem für die New-York-City-Strafverfolgung typischen „Perp Walk“ öffentlich vorgeführt, während er von einer großen Anzahl an schwer bewaffneten Polizeibeamten und dem Bürgermeister von New York City, Eric Adams begleitet wurde. Professor Robert Weisberg der Stanford University sagte dazu: „FBI und das New York District Attorney Office hätten Mangione diskret transportieren können, haben sich aber für eine Inszenierung entschieden.“ Einige Jura-Experten haben dazu behauptet, dass der Perp Walk" ein „schamloser und unnötige Versuch der positiven Selbstdarstellung“ sein sollte. Jorge Camacho von der Yale Law School vermutet, dass die „Perp Walk“-Taktik bei einem Verdächtigen wie Mangione, der viel Unterstützung und Applaus bekommt, die mit der Gier der Unternehmen frustriert sind, die Wirkung verfehlen könnte.
In den sozialen Medien wurden daraufhin Memes geteilt, die Mangiones Perp Walk mit der Verhaftung von Jesus Christus, Superman und einigen Renaissance-Gemälden vergleichen. Am 23. Dezember hat Mangiones Anwältin Agnifilo festgestellt, dass Mangione durch die öffentliche Zurschaustellung möglicherweise keinen fairen Prozess bekäme und dass der von Bürgermeister Adams inszenierte Perp Walk den Fall unnötig politisiert hätte – „Der Bürgermeister sollte das Prinzip der Unschuldsvermutung von allen am besten kennen müssen.“, so Agnifilo während der Gerichtsverhandlung in New York City.

### Meinungsumfragen
Eine Umfrage mit 1553 Teilnehmern, zwischen dem 15. und 17. Dezember durch The Economist und YouGov gestellt, hat ergeben, dass 43 % der US-amerikanischen Bürger ein negatives Bild von Mangione haben, und 21 % ein positives. 37 % waren sich nicht sicher. Mangione bekommt die meiste Unterstützung in der Altersgruppe 18–29, die ihn zu 39 % positiv betrachten, sowie in der Gruppe der Liberalen, die ihm zu 47 % positiv gegenüberstehen. Die Bevölkerungsgruppen, die Mangione ablehnen sind Bürger älter als 65 (65 % Ablehnung) und Konservative (62 % Ablehnung).
Zusätzlich sieht das Center for Strategic Politics mehr Unterstützer unter den Männern als unter den Frauen, und mehr bei Afroamerikanern und Hispanics, als unter „Weißen“ (Menschen europäischer Abstammung). Dieser Umfrage zufolge hat Mangione ein „bei weitem besseres“ Ansehen, als das Opfer Thompson und UnitedHealthcare.

### Aussehen
Wiederholt wurde im Zusammenhang mit dem Fall Mangiones als „attraktiv“ beschriebenes Aussehen thematisiert. Kara Alaimo, Autorin des Time-Magazine stellt fest, dass Mangione in den Online-Kreisen als „Sexsymbol“ wahrgenommen wird.
Nach Mangiones Erscheinen vor dem Gericht in Manhattan am 23. Dezember meinten Twitter- und Threads-User den Sweater Mangiones als Produkt von Maison Margiela erkannt zu haben, und die Marke ist viral gegangen. Später lautete die Vermutung stattdessen, es handle sich um einen „Merino Crewneck Sweater“ von Nordstrom, der daraufhin den Spitznamen „Mangione Merino“ erhalten hat und schnell ausverkauft war. Bei seinem Erscheinen vor Gericht im Februar 2025 waren auf Fotos Mangiones angekettete Knöchel mit braunen Loafer-Schuhen zu sehen. Daraufhin gingen auch Suchbegriffe wie luigi mangione loafers und luigi mangione ankles viral mit Werten von jeweils 1400 und 500 % Steigerung bei Google. Die Kriminologin Diana Rickard hat im Interview bei Women's Wear Daily gesagt, dass sich Mangione sehr schnell sowohl in einen Volkshelden, als auch in ein Fashion-Icon entwickelt habe.